# Ogden Bay
Ogden Bay är en vik i Kanada.   Den ligger i territoriet Nunavut, i den centrala delen av landet, 2 900 km nordväst om huvudstaden Ottawa.
Trakten runt Ogden Bay består i huvudsak av gräsmarker. Trakten runt Ogden Bay är nära nog obefolkad, med mindre än två invånare per kvadratkilometer.